# Серж Дане
Серж Дане́ (фр. Serge Daney, нар. 4 червня 1944 — 12 червня 1992) — впливовий французький кінокритик, який перейшов від написання рецензій на фільми до «телевізійної критики» та створив власну теорію образу. Хоча його досягнення поціновувалися багатьма європейськими кінокритиками, його праці залишаються маловідомими через брак перекладів.

## Життєпис
Дане виховувався матір'ю та бабусею, разом з якими він у дитинстві почав ходити дивитися італійське кіно. Його батька звали Пьєр Смоленскі, він був євреєм родом із Відня, наприкінці війни його було заарештовано в Парижі.
Дане вперше почув про слово сінефілія 1959 року, коли він навчався в ліцеї Вольтера, тоді ж він почав читати Cahiers du cinéma. Його викладач латини, кінокритик Анрі Ажель, показував школярам фільми у кіно-клубі. Там Дане вперше подивився Кров тварин (1949) Жоржа Франжю та Ніч та імлу (1955) Алена Рене.

Коли Дане було сімнадцять років, на нього справила враження стаття Жака Ріветта, що була опублікована в червні 1961 року у Cahiers du cinéma. Ця стаття з випуску «Про аб'єкцію», присвячена критиці документального фільму про концентраційні табори італійського режисера Джільберто Понтекорво, який сам Дане ніколи не бачив, надихнула його на те, щоб зайнятися кінокритикою, та стала приводом для написання одного з найважливіших для самого Дане есеїв «Спостерігаючий кадр у Капо», з якого починається його остання книжка.
Першу критичну статтю Дане — Un Art Adulte про фільм Ріо Браво Говарда Гоукса було опубліковано у журналі Visages du cinema, який Дане почав видавати разом зі своїм другом Луї Скорекі. 1964 року Дане розпочав свою співпрацю з Cahiers du cinéma під час так званого «Жовтого періоду» журналу (назва якого була пов'язана зі стандартним кольором обкладинки), опублікувавши там серію інтерв'ю з голлівудськими режисерами, з якими він та Скорекі зустрілися під час подорожі до Америки (зокрема з Лео Маккері, Бастером Кітоном, Говардом Гоуксом, Стюартом Гайслером, Жаком Турньором, Джорджем К'юкором, Франком Ташліним, Джері Льюїсом, Едвардом Людвіґом, Доном Сіґелом та Джозефом фон Штернберґом). Наприкінці 1968 року Дане вирушає до Індії.
Визначати нову політику Cahiers Дане та Серж Тобіана стали у 1973—1974 роках, у травні 1976 року вони увійшли до складу редакційної колегії як секретарі, пізніше, у червні 1977 року вони стали головними редакторами Cahiers.
Дане залишався в Кайе до 1981 року, після чого перейшов до лівої газети Ліберасьйон, заснованою 1973 року Жан-Поль Сартром та Сержем Жулі. На сторінках Ліберасьйон Дане почав писати не тільки про кіно, але й про телебачення, рекламу та теніс. Там він створив і рубрику «Відлуння» (Rebonds), яка існує і до сьогодні. В Ліберасьйон Дане було легше писати «я», а не «ми», та працювати взагалом, адже відділ кінокритики на 80 відсотків складався з гомосексуалів, що суттєво відрізнялося від подекуди гомофобської атмосфери Нової Хвилі.  З часом Дане залишає Ліберасьйон, щоб створити журнал Trafic, до якого він встиг до своєї смерті написати декілька статей.
Коли ознаки хвороби на СНІД стали все більш загрозливими, друзі та шанувальники Дане провели з ним серію інтерв'ю, які згодом увійшли до документального фільму Itineraire d'un cine-fils. Також він дав інтерв'ю журналу Esprit. Наприкінці 1991 року, після Різдва, Серж Тобіана відвідав Дане і той повідомив йому про бажання написати «справжню» книгу, що не була б збіркою статей. «Листівки» стали спробою написання літературної кінобіографії, але Дане встиг завершити тільки один розділ. 

Дане зазначав, серед тих речей, які йому найбільше подобалися, він би назвав кіно, бої биків та теніс, тоді як, на його думку, найпрекраснішим «сінефільським» фільмом можна було б назвати Мунфліт (1955) Фріца Ланґа.

## Фільмографія
- Cinéma, de notre temps (1988-, документальне кіно для телебачення), серія Jacques Rivette — Le veilleur (1990), режисер (разом з Клер Дені).
- Histoire(s) du cinéma: Seul le cinéma (1997).
- Serge Daney: Itinéraire d'un 'ciné-fils' (1992).
- Damned! Daney (1991).
- Cinématon (1979—1984).
- Orson Welles à la cinémathèque (1983).